# Philippines' Next Top Model
Philippines' Next Top Model è stato un reality show filippino, basato sul format americano America's Next Top Model. 

La conduzione è spettata alla modella Ruffa Gutierrez affiancata al pannello di giudizio dall'attrice Wilma Doesnt, dalla modella Pauline Sauco-Juan, dall'imprenditore Robby Carmona, dal giornalista di Preview Vince Uy e dal fotografo Xander Angeles. La destinazione internazionale è stata Victoria City.
L'unica edizione del programma è stata vinta da Grendel Alvarado, aggiudicandosi il premio: un contratto con la Starz People di Hong Kong, un servizio sulla rivista Preview, un premio in denaro di 10.000$ sponsorizzato Mane 'n Tail Shampoo, un contratto di 150.000 PHP con Saga Events, un anno di campagna pubblicitaria locale con L'Oréal. A cui è da aggiungere premi quali un anno di trattamenti presso il Marie France and Facial Care Center ed una collana di perle dei Mari del Sud da Jewelmer ed il titolo di "Jewelmer's Pearl Ambassador to the World".

## Concorrenti
| Concorrente               | Età1 | Provenienza  | Posizione                  |
| ------------------------- | ---- | ------------ | -------------------------- |
| Sara Kae Custodio         | 20   | Cabuyao      | Eliminate nell'Episodio 1  |
| Marjorie "Marj" Cornillez | 19   | Antipolo     | Eliminate nell'Episodio 1  |
| Weng Santos               | 20   | Antipolo     | Eliminata nell'Episodio 2  |
| Almira "Mira" Baino       | 21   | Cainta       | Eliminata nell'Episodio 3  |
| Raine Larrazabal          | 22   | Quezon       | Eliminata nell'Episodio 4  |
| Gemma Gatdula             | 19   | San Fernando | Eliminata nell'Episodio 5  |
| Jayna Reyes               | 27   | San Pablo    | Eliminata nell'Episodio 6  |
| Sheena Sy                 | 19   | Makati       | Eliminata nell'Episodio 7  |
| Bambi del Rosario         | 24   | Quezon       | Eliminata nell'Episodio 8  |
| Joy Pagurayan             | 20   | Tuguegarao   | Eliminated in Episode 9    |
| Elvira "Elf" Stehr        | 20   | Cebu         | Ritirata nell'Episodio 12  |
| Jenilyn "Jen" Olivar      | 22   | Las Piñas    | Eliminata nell'Episodio 12 |
| Rina Lorilla              | 18   | Parañaque    | Seconda classificata       |
| Grendel Alvarado          | 23   | Arayat       | Vincitrice                 |

 1 L'età delle concorrenti si riferisce all'anno della messa in onda del programma

## Ordine di eliminazione
| 1  | Sara Kae | Jayna    | Sheena  | Joy     | Rina    | Grendel | Jen     | Elf     | Jen     | Rina    | Elf     | Rina    | Grendel |  |  |  |  |  |  |  |  |  |  |  |  |  |
| 2  | Rina     | Bambi    | Grendel | Jen     | Grendel | Jayna   | Grendel | Bambi   | Elf     | Elf     | Jen     | Grendel | Rina    |  |  |  |  |  |  |  |  |  |  |  |  |  |
| 3  | Elf      | Gemma    | Raine   | Elf     | Jen     | Rina    | Elf     | Jen     | Joy     | Grendel | Grendel | Jen     |         |  |  |  |  |  |  |  |  |  |  |  |  |  |
| 4  | Gemma    | Raine    | Bambi   | Bambi   | Sheena  | Bambi   | Sheena  | Grendel | Grendel | Jen     | Rina    | Elf     |         |  |  |  |  |  |  |  |  |  |  |  |  |  |
| 5  | Mira     | Sheena   | Joy     | Rina    | Bambi   | Elf     | Joy     | Rina    | Rina    | Joy     |         |         |         |  |  |  |  |  |  |  |  |  |  |  |  |  |
| 6  | Jen      | Rina     | Jayna   | Grendel | Elf     | Sheena  | Rina    | Joy     | Bambi   |         |         |         |         |  |  |  |  |  |  |  |  |  |  |  |  |  |
| 7  | Bambi    | Mira     | Jen     | Sheena  | Joy     | Jen     | Bambi   | Sheena  |         |         |         |         |         |  |  |  |  |  |  |  |  |  |  |  |  |  |
| 8  | Grendel  | Joy      | Elf     | Raine   | Gemma   | Joy     | Jayna   |         |         |         |         |         |         |  |  |  |  |  |  |  |  |  |  |  |  |  |
| 9  | Marj     | Elf      | Rina    | Gemma   | Jayna   | Gemma   |         |         |         |         |         |         |         |  |  |  |  |  |  |  |  |  |  |  |  |  |
| 10 | Raine    | Jen      | Gemma   | Jayna   | Raine   |         |         |         |         |         |         |         |         |  |  |  |  |  |  |  |  |  |  |  |  |  |
| 11 | Jayna    | Weng     | Mira    | Mira    |         |         |         |         |         |         |         |         |         |  |  |  |  |  |  |  |  |  |  |  |  |  |
| 12 | Weng     | Grendel  | Weng    |         |         |         |         |         |         |         |         |         |         |  |  |  |  |  |  |  |  |  |  |  |  |  |
| 13 | Sheena   | Marj     |         |         |         |         |         |         |         |         |         |         |         |  |  |  |  |  |  |  |  |  |  |  |  |  |
| 14 | Joy      | Sara Kae |         |         |         |         |         |         |         |         |         |         |         |  |  |  |  |  |  |  |  |  |  |  |  |  |

- Nella seconda parte dell'Episodio 1, Marge e Sarah Kae figuravano quali ultime due. Entrambe sono state eliminate.
- Nell'Episodio 10, Grendel e Rina, seppur risultando ultime, fanno parte di una non-eliminazione, e continuano la gara.
- L'Episodio 11 è stato il riepilogo degli episodi precedenti.
- Nell'Episodio 12, Elf abbandona la competizione.

     La concorrente è stata eliminata
     La concorrente abbandona volontariamente la gara
     La concorrente è parte di una non-eliminazione
     La concorrente vince la competizione